# Foreningen af Danske Psykoterapeuter
Foreningen af Danske Psykoterapeuter er et dansk fagforbund for uddannede psykoterapeuter, studerende og psykoterapeutiske uddannelsesinstitutioner.